# ソユーズ37号
ソユーズ37号（Soyuz 37、ロシア語: Союз 37）、1980年にソビエト連邦によって行われたサリュート6号への有人宇宙飛行である。軌道上の施設とのドッキングが試みられたのは13回目で、11回目の成功となった。ソユーズ35号の長期滞在乗組員を訪れた3度目の訪問となった。
ソユーズ37号には、船長のヴィクトル・ゴルバトコとアジア人として初めて宇宙飛行を行ったファム・トゥアンが乗り込んだ。彼らはサリュート6号上で宇宙船を乗り換え、ソユーズ36号で地球に戻った。残された37号は、長期滞在乗組員が地球に戻るために用いられた。

## 乗組員

### 出発時
- 船長:ヴィクトル・ゴルバトコ (3) ソビエト連邦
- フライトエンジニア:ファム・トゥアン (1) ベトナム

### 帰還時
- 船長:レオニード・ポポフ (1) ソビエト連邦
- フライトエンジニア:ワレリー・リューミン (3) ソビエト連邦

### バックアップ
- 船長:ヴァレリー・ブィコフスキー  ソビエト連邦
- フライトエンジニア:ブイ・リエム  ベトナム

## ミッションパラメータ
- 質量:6800kg
- 近点:197.8km
- 遠点:293.1km
- 軌道傾斜角:51.61°
- 軌道周期:89.12分

## ミッションハイライト
ベトナムのファム・トゥアンは、船長のヴィクトル・ゴルバトコとともにソユーズ37号でサリュート6号に到着し、約8日後の1980年7月31日にソユーズ36号で地球に帰還した。宇宙からのベトナムの観察や将来の生命維持装置への応用のためのアカウキクサの栽培、材料科学実験等、トアンの持ち込んだ30個の実験が行われた。ソユーズ35号で出発していた長期滞在乗組員は、186日のミッションを終えてソユーズ37号に乗って地球に帰還した。